# 羽後響助枩
羽後響 助枩（うごひびき すけまつ、1904年6月26日 - 没年不明）は、秋田県北秋田郡森吉町（現北秋田市）出身で出羽海部屋に所属した元大相撲力士。本名は武石 助松。身長167cm、体重90kg。最高位は西十両筆頭。

## 経歴
1921年1月初土俵、1928年1月十両昇進。十両では負け越したり休場したりと幕下に何度も落ちたりしたが、1931年1月に4回目の十両昇進で東十両7枚目に付いてから定着し、5月に西十両筆頭まで躍進した。この場所と翌10月場所で勝ち越し、次の場所での新入幕が確実とみられたが、1932年1月場所の新番付では入幕どころか1枚下の西十両2枚目にされた。番付発表当日に起きた春秋園事件に加担し、1932年1月脱退（番付上は削除、実質的最終場所は1931年10月）し、天竜三郎率いる新興力士団に加わった。その後、関西角力協会で活動し、同協会解散後は大日本相撲協会に復帰しなかった。
死亡した時期は不明だが、春秋園事件で行動を共にした天竜が1955年に書いた「相撲風雲録」（池田書店）では既に故人になっていた。

## 成績
- 十両10場所48勝50敗12休
- 通算15場所53勝51敗12休
- 幕下優勝1回

## 改名
羽後響介松→羽後響助枩